# الرعاية الصحية في هولندا

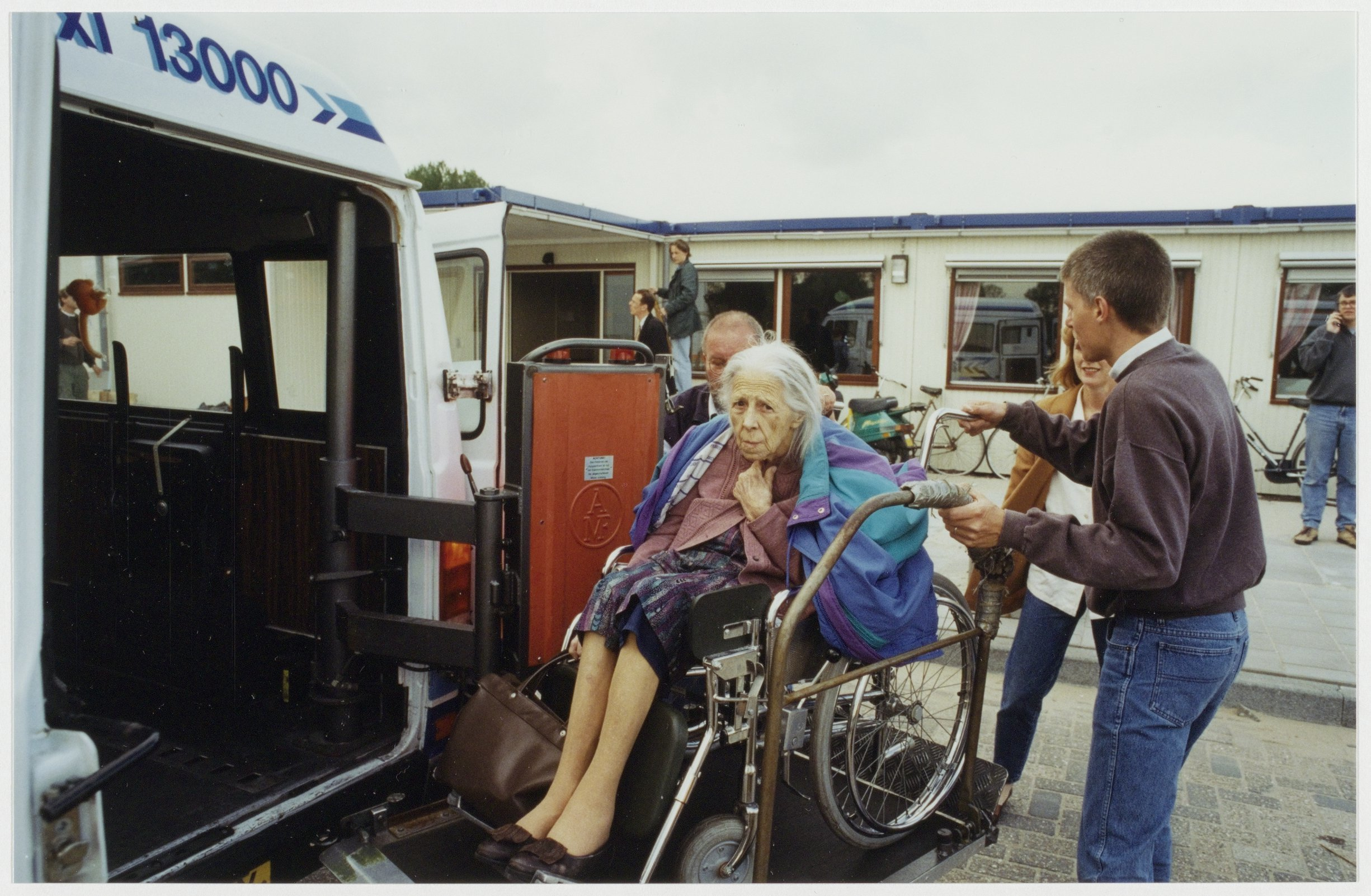

يمكن تقسيم الرعاية الصحية في هولندا بعدة طرق: أولًا في ثلاث مستويات مختلفة، ثانياً في الرعاية الصحية الجسدية مقابل الرعاية الصحية النفسية، وثالثًا في «الشفاء» (المدى القصير) مقابل «الرعاية» (المدى الطويل). الأطباء المنزليون (يماثلون الأطباء العامين) يشكلون الجزء الأكبر من المستوى الأول. كثيرًا ما يتطلب الأمر أن تتم الإحالة من قبل أخصائي من المستوى الأول للحصول على العلاج من قبل المستويين الثاني والثالث، أو على الأقل من أجل التأهل للحصول على تغطية تأمينية لهذا العلاج. يعتبر نظام الرعاية الصحية الهولندي فعالًا للغاية مقارنة بالدول الغربية الأخرى، ولكنه ليس الأكثر فعالية من حيث التكلفة. يقال إن التكاليف مرتفعة بسبب الاستخدام المفرط للرعاية داخل المستشفى والرعاية النفسية المؤسسية ورعاية المسنين.

## تاريخ
منذ عام 1941 وحتى عام 2006، كانت هناك أنظمة منفصلة خاصة وعامة للتأمين الصحي قصير الأجل. نُفِّذ نظام التأمين العام من قبل الصناديق الصحية غير الربحية، ومولته أقساط مأخوذة مباشرة من الأجور (إلى جانب ضرائب الدخل). كل شخص يتقاضى أقل من حد معين كان مؤهلًا لنظام التأمين العام. على الرغم من ذلك، كان على أي شخص لديه دخل يزيد عن هذا الحد أن يكون لديه تأمين خاص بدلاً من العام. غُطِّيَ نحو ثلثي سكان البلاد في إطار صندوق الصحة، بينما كان الثلث المتبقي لديهم تأمين صحي خاص.
نُقل عن باتريك جوريسن، الأستاذ في جامعة رادبود نايميخن، في فوكس قوله «لقد أصطدم النظام القديم حقًا بحائط» بسبب ارتفاع التكاليف. في عام 2006، نُفِّذَ نظام جديد لخطة تأمين الرعاية الصحية، اعتمادًا على موازنة المخاطر من خلال مجموعة موازنة مخاطر. تتوفر حزمة تأمين إلزامية لجميع المواطنين بتكلفة معقولة دون الحاجة إلى تقييم شركة التأمين للمخاطر. وفي الواقع، فإن شركات التأمين الصحي على استعداد الآن للتعامل مع الأفراد المعرضين لخطورة عالية لأنهم يتلقون تعويضًا عن المخاطر ذات الدرجات الأعلى. تدفع الإعانات الحكومية نحو 75% من تكاليف التأمين، وتعمل معظم شركات التأمين كمؤسسات غير ربحية. أولئك الذين لا يسجلون للحصول على التأمين كل عام يُسجَّلون تلقائيًا للحصول على خطة تأمين ويُكلَّفون بمعدلات تقدر بنحو 20% أعلى من ما كانوا سيدفعونه إذا كانوا قد سجلوا طواعية. اعتبارًا من يناير 2020، يبلغ متوسط أقساط التأمين السنوية «نحو 1400 يورو، أو [الولايات المتحدة] 1615 دولارًا» و«المبالغ المخصومة السنوية» لها حد أقصى عند 385 يورو (429 دولارًا)، على الرغم من أنه يمكن للأشخاص اختيار دفع قسط شهري أقل مقابل خصم أعلى - ما يصل إلى 885 يورو (980 دولارًا)».

اقترح مقال عام 2008 في مجلة الشؤون الصحية أن النظام الصحي الهولندي، الذي يجمع بين التغطية الشاملة الإلزامية والخطط الصحية الخاصة المتنافسة، يمكن أن يكون بمثابة نموذج للإصلاح في الولايات المتحدة. مع ذلك، أُثيرت مخاوف من قبل تقييم إصلاحات التأمين الصحي الهولندية لعام 2006 المنشورة في مجلة السياسة الصحية والسياسة والقانون بجامعة ديوك في عام 2008. وجد التحليل أن المنافسة القائمة على السوق في الرعاية الصحية قد لا تتميز عن نماذج الدافع الواحد الأكثر عمومية والمتصورة للإصلاحات في الأصل:
الدرس الأول للولايات المتحدة هو أن نموذج التأمين الصحي الهولندي الجديد (بعد عام 2006) قد لا يتحكم في التكاليف. حتى الآن، تتزايد أقساط المستهلكين، وتفيد شركات التأمين عن خسائر كبيرة بمقتضى السياسات الأساسية. ثانيًا، من غير المحتمل أن تجعل المنافسة المنظمة الناخبين/المواطنين سعداء؛ رضا الجمهور ليس مرتفعًا، والجودة المتصورة منخفضة. ثالثًا، قد لا يتصرف المستهلكون كما تتنبأ النماذج الاقتصادية، ويبقون مستجيبين للحوافز السعرية. إذا كان أداء المنافسة المنظمة مع التفويضات الفردية ضعيفًا في الظروف الميمونة مثل الموجودة بهولندا، فكيف سيكون أداء هذا النموذج في الولايات المتحدة، حيث تحديات الوصول والجودة والتكلفة أكبر؟ هل من الممكن ألا تُطبَّق افتراضات النظرية الاقتصادية في قطاع الصحة؟

## الرعاية العاجلة والأولية
تمتلك هولندا شبكة من 160 مركزًا للرعاية الأولية العاجلة، متاحًا 24 ساعة في اليوم، و7 أيام في الأسبوع، مما يجعل العيادات المفتوحة سهلة الوصول إليها لمعظم الناس. تُقدم الرعاية الأولية العاجلة من خلال مزيج من 121 مركزًا صحيًا عامًا، متاحًا خارج ساعات العمل، وما مجموعه 94 وحدة طوارئ طبية مزودة بمرافق الجراحة، 90 منها في المستشفيات، متاحة على مدار الساعة طوال أيام الأسبوع. في 71 حالة توجد خدمات الممارسة العامة وغرف الطوارئ في موقع مستشفى واحد، وبذلك يصل العدد الإجمالي للمواقع التي تُقدم الرعاية العاجلة إلى 160. أظهر التحليل الذي أجراه المعهد الوطني الهولندي للصحة العامة والبيئة أن 99.8 في المائة من الأشخاص يمكن نقلهم إلى وحدة الطوارئ / جناح المصابين أو إلى مستشفى يقدم خدمات التوليد في حالات الطوارئ في غضون 45 دقيقة في عام 2015.
بالنسبة للأسئلة الطبية العاجلة خارج ساعات عمل الطبيب المنزلي، يمكن الاتصال بعيادة طبيب عام عن طريق الهاتف، وسيقدم الطبيب ومساعدوه النصيحة. إذا بدت المشكلة عاجلة، سيُنصح المتصل بالقدوم إلى العيادة، وإذا لزم الأمر، يُحال إلى غرفة الطوارئ لعلاج أكثر جدية. في حالات الطوارئ الطبية الشديدة، تستخدم هولندا 112 لاستدعاء سيارة إسعاف.
وفقًا للجرعات اليومية المحددة لكل 1000 نسمة في اليوم، كان معدل استهلاك المضادات الحيوية في هولندا منخفضًا جدًا في عام 2015 بمعدل 9.8 فقط.

### السجلات الطبية الإلكترونية
تستخدم الغالبية العظمى من الأطباء العامين وجميع الصيدليات والمستشفيات السجلات الطبية الإلكترونية. في المستشفيات، تُعد أنظمة إدارة الأنظمة المحوسبة والتصوير الطبي (باكس) مقبولة على نطاق واسع. في حين أن مؤسسات الرعاية الصحية تواصل تحسين وظائف السجلات الطبية الإلكترونية الخاصة بها، لا تزال البنية التحتية الوطنية بعيدة عن أن تكون مقبولة بشكل عام.
في عام 2012، أُعيد تشغيل السجل الطبي الإلكتروني الوطني تحت الملكية المشتركة للأطباء العامين والصيدليات والمستشفيات. أحد التغييرات الرئيسية هو أنه اعتبارًا من يناير 2013، يجب على المرضى إعطاء إذنهم الصريح بأن بياناتهم قد يجري تبادلها عبر البنية التحتية الوطنية.
السجل الطبي الإلكتروني الوطني هو سجل إلكتروني افتراضي وهو خادم مرجعي «يعرف» ما نوع سجلات المرضى المخزنة.في أي سجل إلكتروني محلي.
لا يزال تبادل البيانات الإلكترونية للإدارة والتجارة والنقل (إديفاكت) هو الطريقة الأكثر شيوعًا لتبادل معلومات المرضى إلكترونيًا بين المستشفيات والأطباء العامين.

## المستشفيات
معظم المستشفيات وشركات التأمين الصحي في هولندا هي مؤسسات خاصة غير ربحية، في حين أن معظم شركات التأمين الصحي شركات غير ربحية. هناك حوالي 90 منظمة مستشفيات في هولندا، وبعضها يدير عدة مستشفيات فعلية، عادةً نتيجة لعمليات دمج مستشفيات مستقلة سابقًا.
بشكل عام، هنالك ثلاثة أنواع من المستشفيات في هولندا: المستشفيات الجامعية، والمستشفيات العامة، وفئة بين الاثنين تطلق على نفسها المستشفيات التعليمية «السريرية العليا». هناك ثمانية مستشفيات أكاديمية، أو مراكز طبية جامعية، يرتبط كل منها مباشرة بكلية الطب في إحدى الجامعات الهولندية الكبرى. هذه هي أكبر المستشفيات في الدولة، ولديها أكبر عدد وأكبر مجموعة متنوعة من المتخصصين والباحثين العاملين فيها. وهم قادرون على تقديم العلاج الأكثر تعقيدًا وتخصصًا.
ما بين 26 و28 منظمة مستشفى هم أعضاء في الإس تي زي (مستشفيات التدريب السريري الأعلى التعاونية) وهي جمعية تعاونية للمستشفيات ذات التعليم الإكلينيكي الأعلى. على الرغم من عدم ارتباطها مباشرة بجامعة معينة، إلا أنها مستشفيات كبيرة تضم مجموعة كاملة من المتخصصين الطبيين (وعليه، «سريرية عليا»)، والتي يمكن أن تقدم رعاية قياسية ومعقدة. تتعاون المستشفيات التعليمية السريرية العليا مع المستشفيات الجامعية للمساعدة في تعليم الممرضات وطلاب الطب، وكذلك لتقديم بعض العلاجات الأكثر تخصصًا. كثيرًا ما يرافق الأطباء المتدربون الأطباء أثناء العمليات. بصرف النظر عن تدريب الكثير من المهنيين الطبيين، يتخصص كل مستشفى سريري أعلى في واحد أو اثنين من التخصصات المحددة، ويقوم بإجراء أبحاثه الخاصة للبقاء في المقدمة في مجال خبرته الخاص. يتمحور البحث حول المريض بشكل خاص، ويركز على تحسين التطبيق العملي وتحقيق أفضل النتائج للمرضى.
توفر المستشفيات العامة المتبقية رعاية صحية عالية المستوى للمشاكل الأقل تخصصًا. وستقوم، إذا لزم الأمر، بإحالة المرضى إلى مرافق أكثر تخصصًا.
تسمح معظم حزم التأمين للمرضى باختيار المكان الذي يرغبون في تلقي العلاج فيه. لمساعدة المرضى على الاختيار، أنشأت الحكومة الهولندية مواقع ويب حيث تُجمع المعلومات (Zorginzicht) وتعرض (KiesBeter) عن أداء مقدمي الخدمات. يمكن للمرضى غير الراضين عن تأمين الرعاية الصحية اختيار حزمة تأمين أخرى في نهاية كل عام (باستثناءات قليلة).